# جوزيف أوين
جوزيف أوين (بالإنجليزية: Glyn Owen)‏ (23 يناير 1909 في المملكة المتحدة - 17 فبراير 1978 في المملكة المتحدة) هو لاعب كريكت بريطاني. لعب مع نادي مقاطعة سري للكريكت ‏ ونادي مقاطعة بيدفوردشير للكريكت ‏ والمقاطعات الوطنية للكريكيت الإنجليزي والويلزي ‏.

## وصلات خارجية
- جوزيف أوين على موقع إي آس بي آن كريك إنفو (الإنجليزية)